# Merken (Noordrijn-Westfalen)
Merken is een plaats in de Duitse gemeente Düren, deelstaat Noordrijn-Westfalen, en telt 3.008 inwoners (31 december 2020). Het dorp ligt, op de westoever van de rivier de Rur, in het uiterste noorden van de gemeente Düren; het is het enige stadsdeel ten noorden van de Autobahn A4.
Rond 800 v.C. hebben dragers van de Hallstattcultuur nabij het huidige dorp een urnengrafveld aangelegd, dat in 1936 is opgegraven.
Merken ligt juist ten oosten van dagbouw Inden in het Rijnlands bruinkoolgebied. Op het grondgebied van Merken heeft zich in 2010 een aardverschuiving voorgedaan aan de rand van deze bruinkoolgroeve, gelukkig zonder ernstige gevolgen.

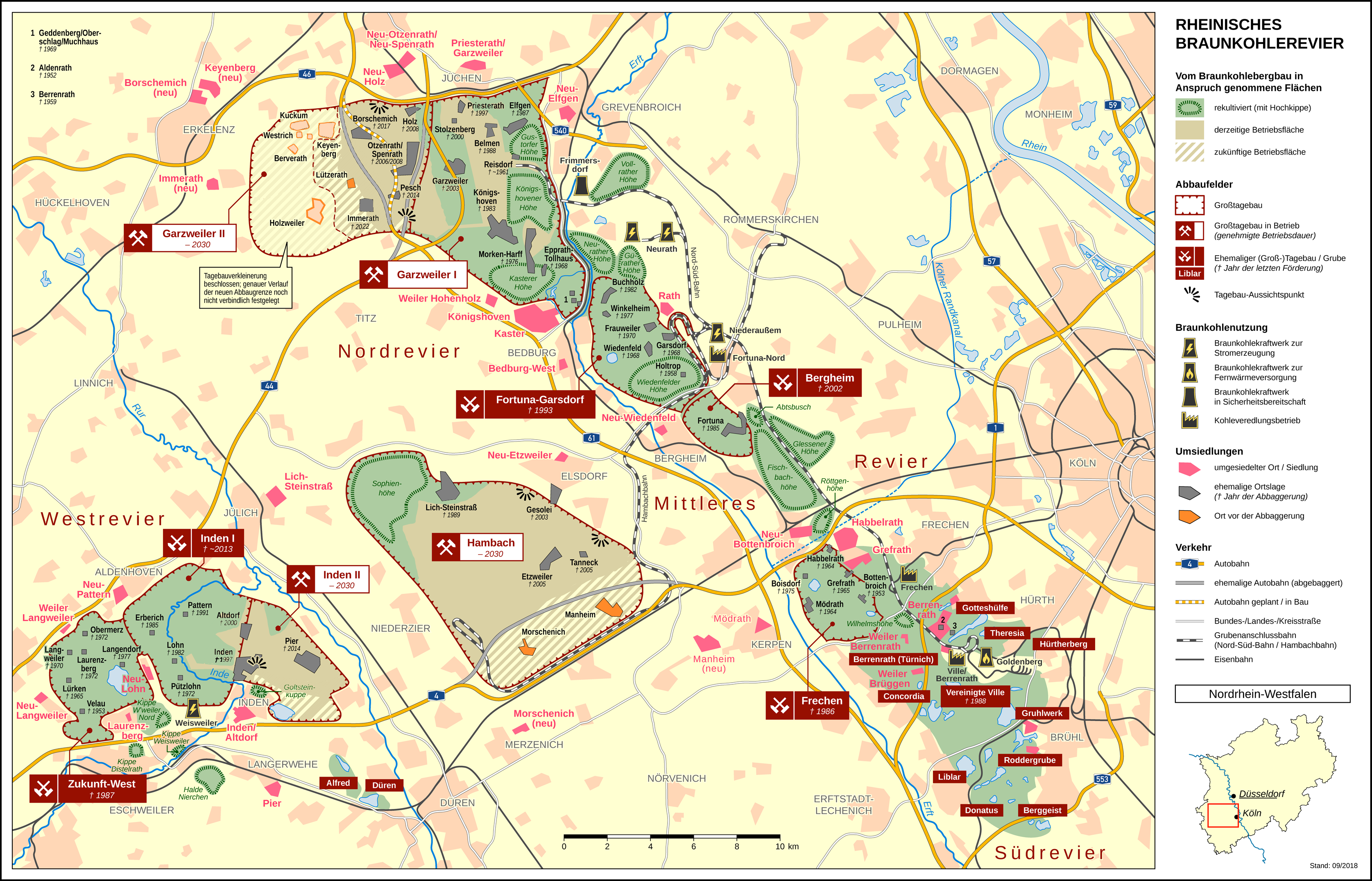
Kaart der bruinkoolwinning in het Rijnland. Merken (roze vlek) ligt direct aan de oostrand van Revier Inden II, linksonder op de kaart
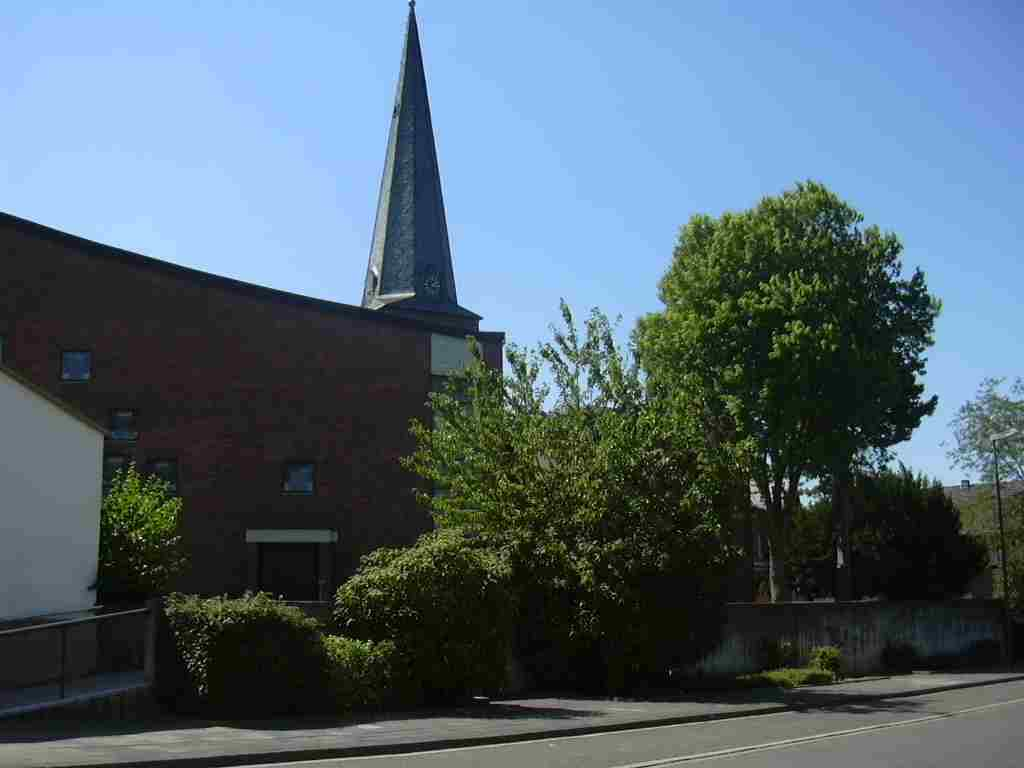
St. Pieterskerk (1968), Merken; de middeleeuwse toren van een eerdere kerk is grotendeels blijven staan
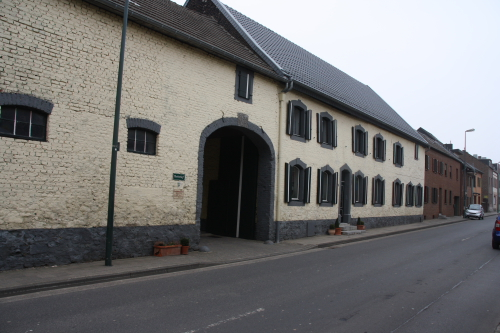
Juswenge Hauf, 18e-eeuwse woonboerderij aan de oude straatweg naar Roermond
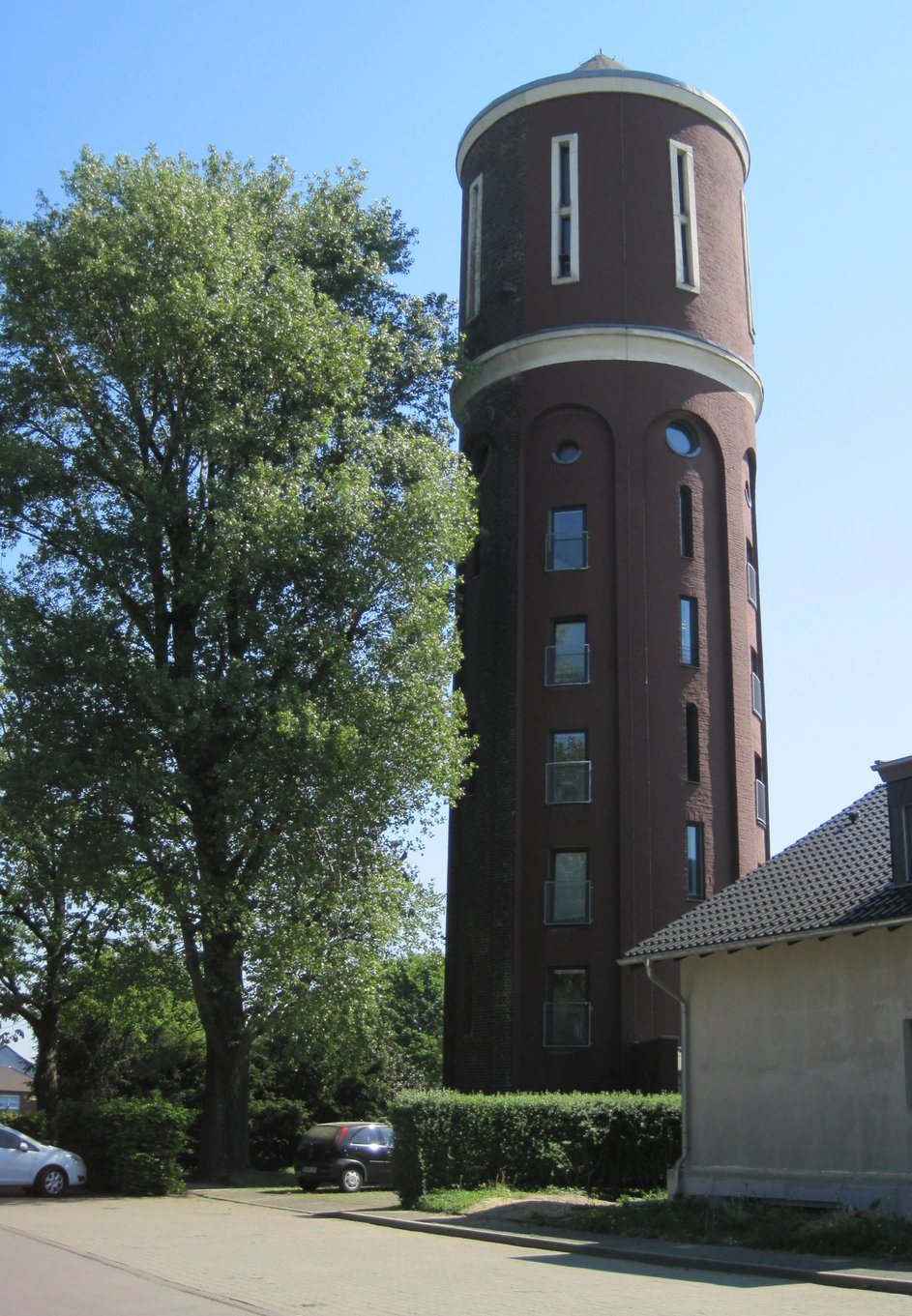
Monumentale voormalige watertoren (1930; als woning in gebruik)